# Neuroleon (Neuroleon) laglaizinus
Neuroleon (Neuroleon) laglaizinus is een insect uit de familie van de mierenleeuwen (Myrmeleontidae), die tot de orde netvleugeligen (Neuroptera) behoort. 
Neuroleon (Neuroleon) laglaizinus is voor het eerst wetenschappelijk beschreven door Navás in 1914.